# لورا بيتي
لورا بيتي (بالإيطالية: Laura Betti)‏ هي كاتبة سيناريو وممثلة إيطالية، ولدت في 1 مايو 1934 في إيطاليا، وتوفيت في 31 يوليو 2004 بروما في إيطاليا بسبب نوبة قلبية.

## أعمال

### أفلام
- (1960) لا دولشي فيتا
- (1967) الساحرات
- (1972) لاست تانغو في باريس
- (1976) 1900[5][6]

## وصلات خارجية
- لورا بيتي على موقع IMDb (الإنجليزية)
- لورا بيتي على موقع روتن توميتوز (الإنجليزية)
- لورا بيتي على موقع قاعدة بيانات الأفلام العربية
- لورا بيتي على موقع ألو سيني (الفرنسية)
- لورا بيتي على موقع ميوزك برينز (الإنجليزية)
- لورا بيتي على موقع تيرنر كلاسيك موفيز (الإنجليزية)
- لورا بيتي على موقع أول موفي (الإنجليزية)
- لورا بيتي على موقع قاعدة بيانات الأفلام السويدية (السويدية)
- لورا بيتي على موقع ديسكوغز (الإنجليزية)
- لورا بيتي على موقع قاعدة بيانات الفيلم (الإنجليزية)